# Emmanuel Coppey
Emmanuel Coppey (Parijs, 1999) is een Frans violist en componist. Hij bespeelt een Michele Deconetviool uit 1754, afkomstig uit de Guttmancollectie.

## Opleiding
Coppey werd geboren in 1999 in Parijs. Hij kwam voor het eerst in contact met de viool op vierjarige leeftijd. Op zijn 14e begon hij aan een opleiding aan het Conservatoire National Supérieur de Musique et de Danse de Paris waar hij studeerde onder Svetlin Roussev en Philippe Graffin. Na zijn studies in Parijs vervolledigde hij een tweede opleiding aan de Royal Academy of Music in Londen, waar hij studeerde onder Pauk György.

## Carrière
Coppey's repertoire reikt van barok tot hedendaagse muziek. Hij voert met enige regelmaat de volledige sonates en partita’s van Bach op. Coppey heeft verschillende vioolstukken gecomponeerd en werkt ook samen met de Turkse componist Emre Sener. Als solist werkte hij samen met Alex Ogrintchouk, Martin Beaver, Rachel Podger, Dirk Van de Mortel en Christopher Warren-Green. Zijn deelname aan het Royal Christmas Concert met de Vier Jaargetijden van Vivaldi werd uitgezonden op de Belgische nationale televisie. Ook treedt hij met enige regelmaat op als kamermusicus.
Coppey combineert zijn muziek soms met andere kunstvormen. Zo heeft hij samengewerkt met de Franse beeldend kunstenaar Caroline Coppey en actrice Lina El Arabi. Ook speelde hij de volledige sonates voor viool en piano van Beethoven met pianist Jean-Baptiste Doulcet, waarbij hij het publiek de volgorde van de sonates liet kiezen. Verder was Coppey concertmeester van de Kammerakademie Neuss in Duitsland en van verschillende jeugdorkesten (Verbier Orchestra, International Orchestra Institute Attergau, Royal Academy of Music en Conservatoire National Supérieur de Musique en of Dance of Paris).

## Goede doelen
In 2021 richtte hij de Paris Youth Music Society op. De vereniging organiseert concerten in scholen, bejaardentehuizen en noodopvangcentra.